# Marco Magnani
Marco Magnani (Sassari, 22 giugno 1945 – Sassari, 23 giugno 2003) è stato uno storico dell'arte e critico d'arte italiano.

## Biografia
Marco Magnani era figlio del pittore Giuseppe, è stato una figura di riferimento nell’ambiente delle arti visive. Ha insegnato storia dell’arte presso il Liceo classico Domenico Alberto Azuni di Sassari. I suoi studi sono fondamentali per la storia dell’arte e dell’illustrazione in Sardegna tra la fine dell’Ottocento sino agli anni Sessanta del Novecento.
Aveva collaborato con il quotidiano La Nuova Sardegna, la rivista Ichnusa ed aveva curato diversi saggi e monografie per la casa editrice Ilisso Edizioni di Nuoro.

## Libri
- Giuliana Altea e Marco Magnani, Le matite di un popolo barbaro: grafici e illustratori sardi, 1905-1935, Silvana, 1990, ISBN 978-88-366-0285-8.
- Giuliana Altea e Marco Magnani, Mauro Manca, Ilisso, 1994, ISBN 978-88-85098-29-9.
- Pittura e scultura del primo '900, collana Storia dell'arte in Sardegna, Ilisso, 1995, ISBN 978-88-85098-39-8.
- Giuliana Altea, Marco Magnani e Giuseppe Biasi, Giuseppe Biasi, Ilisso, 1998, ISBN 978-88-85098-75-6.
- Eugenio Tavolara, (monografia), Nuoro, 1999 ISBN 8887825092
- Giuliana Altea e Marco Magnani, Pittura e scultura dal 1930 al 1960, collana Storia dell'arte in Sardegna, Ilisso, 2000, ISBN 978-88-87825-18-3.
- Stanis Dessy, collana I maestri dell'arte sarda, Ilisso, 2004, ISBN 978-88-89188-07-1.
- Marco Magnani, 3 scritti sull'illustrazione, collana Sintomi, Pagine d'arte, 2005, ISBN 978-88-86995-52-8.
- Stanis Dessy, Ilisso, 2002, ISBN 978-88-87825-48-0.